# Вандерлип, Фрэнк Артур
Фрэнк Артур Вандерлип (англ. Frank Arthur Vanderlip) (17 ноября 1864, Орора, штат Иллинойс — 29 июня 1937) — финансист США.

## Биография
Фрэнк Артур Вандерлип родился 17 ноября 1864 года в городе Орора в Иллинойсе. В ранней молодости работал на ферме и в механической мастерской. Учился в Чикагском университете.
- Помощник министра финансов Лимана Гейджа (Lyman Judson Gage) в 1897—1901 гг.
- Вице-президент одного из крупнейших банков США — National City Bank of New York (ныне Citibank) — в 1901—1909 гг., и Президент этого банка в 1909—1919 гг.
- Член правления American International Corporation[6]